# 455年
| 千纪： | 1千纪                                                                                           |
| 世纪： | 4世纪 \| 5世纪 \| 6世纪                                                                         |
| 年代： | 420年代 \| 430年代 \| 440年代 \| 450年代 \| 460年代 \| 470年代 \| 480年代                       |
| 年份： | 450年 \| 451年 \| 452年 \| 453年 \| 454年 \| 455年 \| 456年 \| 457年 \| 458年 \| 459年 \| 460年 |
| 纪年： | 乙未年（羊年）；北魏兴光二年，太安元年；南朝宋孝建二年；高昌北凉承平十三年；劉渾永光元年        |

## 大事记
- 西罗马帝国
  - 3月17日——佩特羅尼烏斯·馬克西穆斯串通親兵殺死瓦倫提尼安三世，篡位當上西羅馬帝國皇帝，旋即於5月31日被殺。
  - 6月2日——蓋薩里克率领汪达尔人攻入罗马。
  - 7月9日——西哥特人扶持阿维图斯成为西羅馬帝國皇帝。
- 欧洲
  - 东哥特人占领潘诺尼亚和达尔马提亚。

## 逝世
- 3月17日——瓦倫丁尼安三世（419年－455年，36岁），西羅馬帝國皇帝。
- 5月31日——佩特羅尼烏斯·馬克西穆斯（396年－455年，59岁），西羅馬帝國皇帝。
- 8月29日——劉渾（439年－455年，26岁），刘宋文帝刘义隆第十子，因自號楚王之事而被宋孝武帝賜死。